# 마누카우 유나이티드 FC
마누카우 유나이티드 FC(Manukau United Football Club)는 뉴질랜드 오클랜드의 망게레 이스트를 연고로 하는 축구단이다. 2018년 마누카우시티와 망게레 유나이티드의 파트너십을 통해 창단되었으며, 현재 노던 리그에 소속되어 있다.

## 선수 명단

### 현역
참고: FIFA 자격 규정에 따라 소속된 국가대표팀 국기를 표시합니다. 선수는 복수의 FIFA 비회원국 국적을 가지고 있을 수 있습니다.
| 번호 | 포지션 | 국적 | 이름 |
| ---- | ------ | ---- | ---- |

| 번호 | 포지션 | 국적 | 이름 |
| ---- | ------ | ---- | ---- |